# George Colman l'Ancien
Pour les articles homonymes, voir Colman.

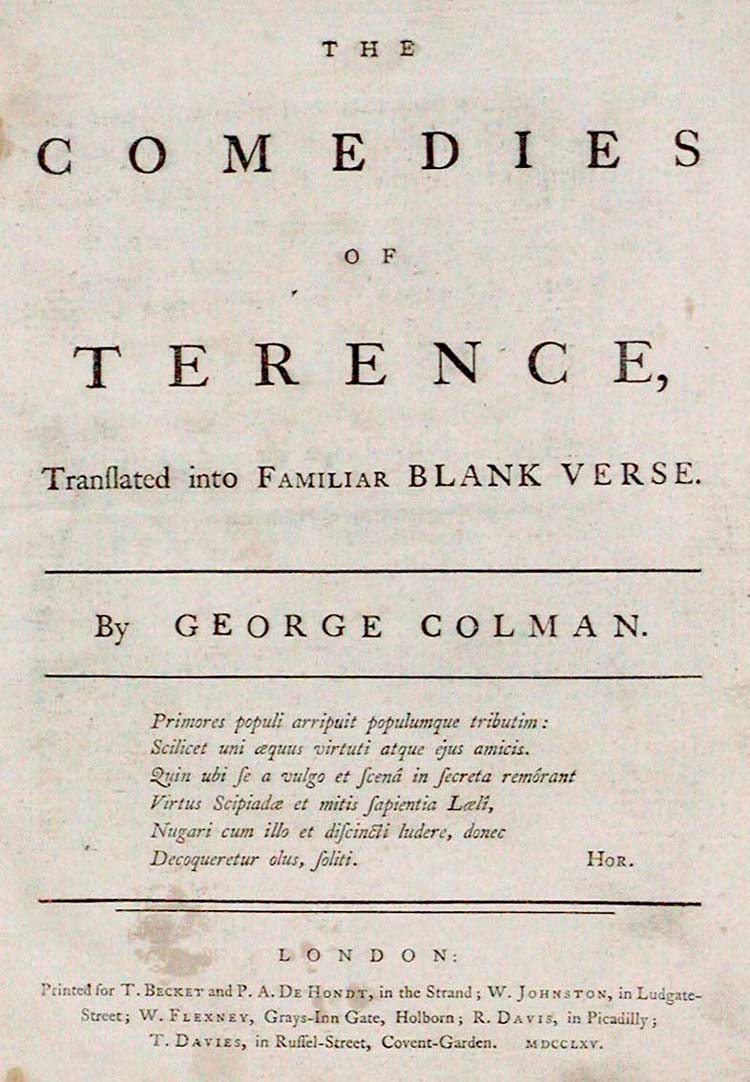
Page de titre du Térence de Colman, 1765

George Colman (avril 1732 à Florence - 14 août 1794 à Londres) est un poète comique anglais. Il est désigné par l'Ancien pour le distinguer de son fils George Colman le Jeune.

## Biographie
Il était fils du résident anglais à la cour du grand-duc de Toscane. Après avoir donné plusieurs pièces qui eurent beaucoup de succès, il devint un des entrepreneurs du théâtre de Covent-Garden ; il vendit peu de temps après sa part d'intérêt et acheta l'entreprise du théâtre de Hay-Market, qu'il conserva jusqu'à sa mort. Il devint fou à la fin de sa vie. 
Ses comédies les plus réputées sont : 
- Polly Honeycomb, 1760
- La Femme jalouse (imitée par Desforges)
- Le Mariage clandestin, avec David Garrick.

Il a traduit en anglais Térence et l'Art poétique d'Horace. Il avait publié pendant quelque temps le Connaisseur, recueil périodique. 
Thomas Gainsborough fit son portrait vers 1778. Il fait partie de la National Portrait Gallery et est conservé aujourd'hui au Holburne Museum à Bath.
Ses Œuvres ont été réunies en 1777 et 1787.